# Narathura purpura
Narathura purpura är en fjärilsart som beskrevs av Evans 1957. Narathura purpura ingår i släktet Narathura och familjen juvelvingar. Inga underarter finns listade i Catalogue of Life.